# Heterusia salvini
Heterusia salvini là một loài bướm đêm trong họ Geometridae.